# Sudbury & Harrow Road
Sudbury & Harrow Road (kod stacji: SUD) - stacja kolejowa w Londynie, na terenie London Borough of Brent, zarządzana i obsługiwana przez Chiltern Railways. W roku statystycznym 2008-09 skorzystało z niej niespełna 11 tysięcy pasażerów, co dało jej pozycję najmniej uczęszczanej stacji kolejowej w całym Londynie. Obecnie pociągi zatrzymują się na niej wyłącznie w godzinach szczytu, tylko w dni powszednie. 

## Galeria

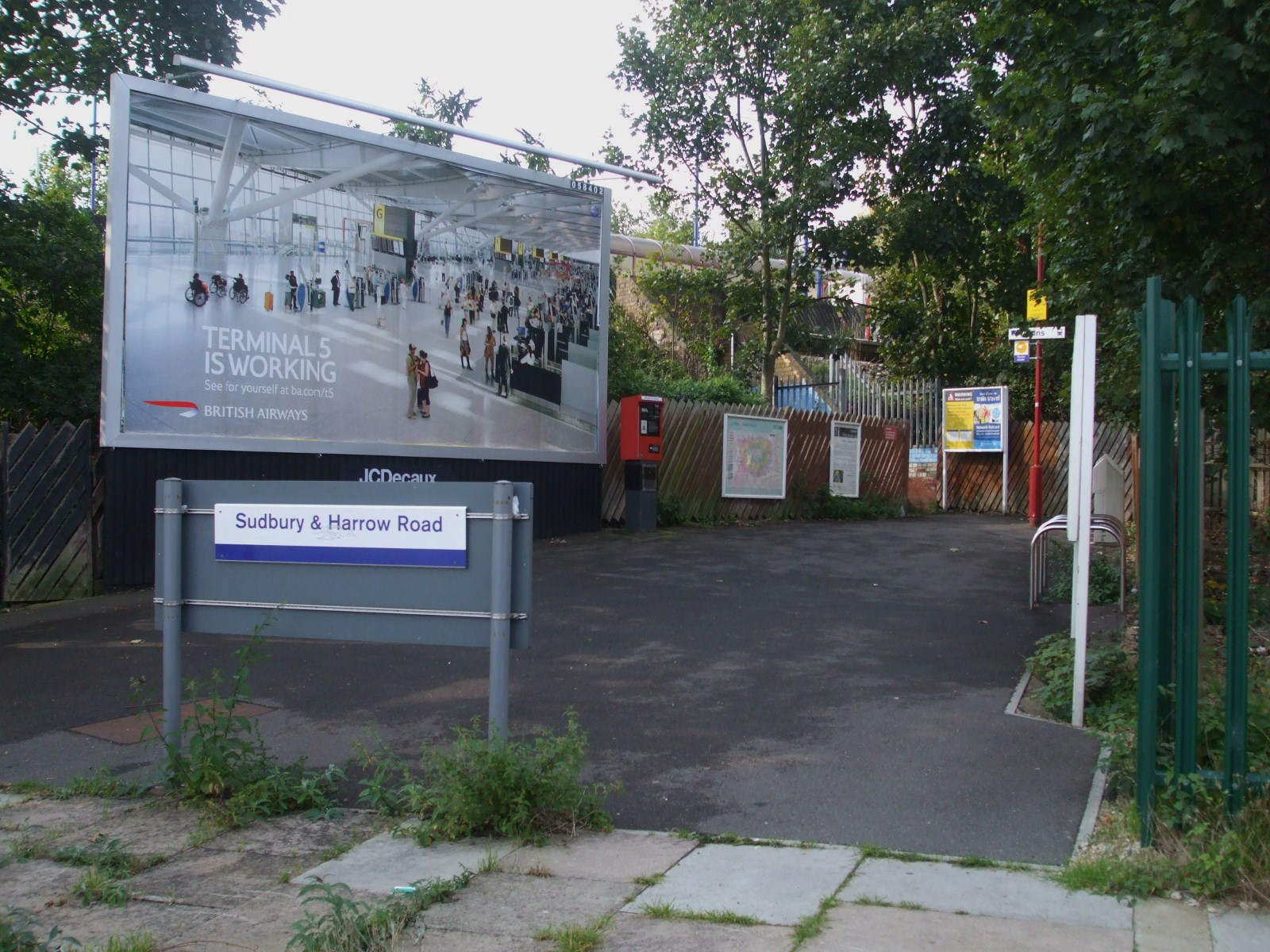
Wejście na stację
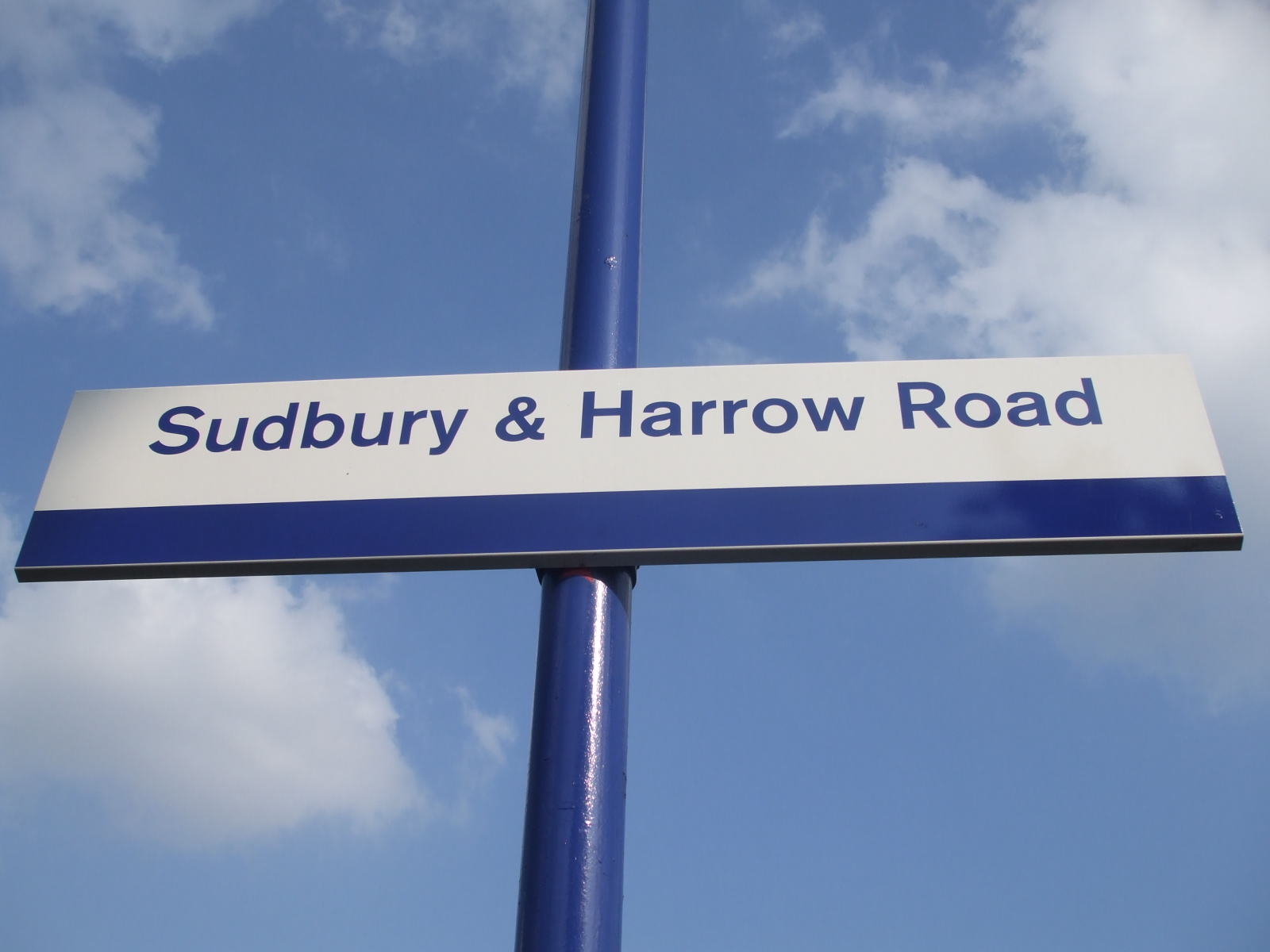
Tablica z nazwą stacji